# Aleksander (Inoziemcow)
Aleksander, imię świeckie Nikołaj Iwanowicz Inoziemcow (ur. 31 lipca?/12 sierpnia 1887 w Tobolsku, zm. w lutym 1948 w Monachium) – biskup Rosyjskiego Kościoła Prawosławnego, następnie Polskiego Autokefalicznego Kościoła Prawosławnego.

## Życiorys
Ukończył seminarium duchowne w Tobolsku, zaś w 1913 również Akademię Duchowną w Petersburgu z tytułem kandydata teologii. Rok wcześniej złożył śluby zakonne i w tym samym roku był wyświęcany kolejno na hierodiakona i hieromnicha. W 1918 otrzymał godność archimandryty i został przeniesiony do pracy misyjnej w guberni mińskiej, gdzie współpracował z arcybiskupem mińskim i turowskim Jerzym. Razem z arcybiskupem Jerzym i innymi biskupami opuścił Mińsk w 1919, po czym przez Noworosyjsk na pokładzie statku „Irtysz” dotarł do Stambułu. Po krótkim pobycie w Tesalonikach dotarł do Włoch, gdzie ponownie spotkał się z arcybiskupem Jerzym. Podobnie jak on w 1921 udał się do Polski, gdzie zaangażował się w tworzenie struktur niezależnego od patriarchatu moskiewskiego Polskiego Autokefalicznego Kościoła Prawosławnego. 4 czerwca 1922 odbyła się jego chirotonia na biskupa lubelskiego. W tym samym roku został przeniesiony na katedrę pińską i poleską, zaś w 1927 podniesiony do godności arcybiskupa.
W czasie II wojny światowej poparł dążenia Kościoła prawosławnego na Ukrainie do autokefalii, postulując tym samym całkowitą reorganizację struktur PAKP. Współtworzył niekanoniczny Ukraiński Autokefaliczny Kościół Prawosławny, który mianował go metropolitą. W Pińsku przebywał do 1944, kiedy wyjechał stamtąd do Niemiec, gdzie ogłosił swoje przejście w jurysdykcję Rosyjskiego Kościoła Prawosławnego poza granicami Rosji. Przez pewien czas służył w cerkwi św. Włodzimierza w Mariańskich Łaźniach.
W 1948 w niewyjaśnionych okolicznościach zginął w hotelu w Monachium. Dymitr Pospiełowski jest zdania, że mógł zostać zamordowany przez ukraińskiego nacjonalistę.
Był odznaczony watykańskim Krzyżem Komandorskim z Gwiazdą Orderu Grobu Świętego.